# نازانی
نازانی (ارمنی: Նազանի؛ انگلیسی: Nazani زادهٔ ۱۸۷۰ - درگذشته ۱۹۱۲)، نویسنده و عاشوق اهل ارمنستان بود.

## زندگی‌نامه
وی با نام اصلی هوهانس تر-مارتیروسیان (ارمنی: Հովհաննես Տեր-Մարտիրոսյան؛ انگلیسی: Ohanes Ter-Martirosean) در ۱۸۷۰ در آلکساندراپول به دنیا آمد و در سال ۱۸۹۵ از دانشگاه دولتی مسکو فارغ‌التحصیل گشت. در آلکساندراپول (لنیناکان سابق، گیومری فعلی) زندگی می‌کرد. در ۱۹۱۲ در سن ۴۲ سالگی در آلکساندراپول درگذشت.